# Broască râioasă brună
Broasca râioasă brună (Bufo bufo) este o broască fără coadă din familia bufonide (Bufonidae) întâlnită în locuri umede prin livezi, păduri, culturi, în jurul așezărilor omenești (în crăpăturile zidurilor și în pivnițe). Este răspândită în nord-vestul Africii, cea mai mare parte din Europa și Asia temperată până la lacul Baikal. În Alpi se urcă până la 2200 m. Broasca râioasă brună este o specie cu mai multe subspecii geografice. În România și Republica Moldova trăiește subspecia Bufo bufo bufo. În România se găsește de la 300 m în sus, începând cu regiunea dealurilor, până la granița pădurilor de munte, ca și în Podișul Transilvaniei, fără a depăși 1 800 m altitudine. În Dobrogea nu a fost găsită decât în zonele împădurite din nord.
Are un corp voluminos, îndesat și umflat. În România este cea mai mare broască. Femelele au o lungime până la 13 cm. Masculii sunt mai mici având o lungime până la 8 cm. În captivitate poate trăi până la vârsta de 36 ani. Partea superioară a corpului acoperită cu negi (tuberculi verucoși) de mărimi diferite, adesea spinoși; partea inferioară a corpului granuloasă. În dosul ochilor are câte o glandă parotoidă mare, ovală sau în formă de semilună. Glandele parotoide și glandele tegumentare a negilor secretă substanțe veninoase  (bufotoxine) cu care se apără de dușmani. Spatele brun-cenușiu, brun-roșcat sau brun-închis, cu sau fără pete închise. Abdomenul alb murdar, de obicei pătat brun-cenușiu. Irisul ochiului roșu-arămiu sau roșu-auriu.